# 東海飲食集團
東海飲食集團（英語：East Ocean Gourmet Group） ，前稱東海．海都酒家（香港集團）（英語：East Ocean．Victoria City Restaurant（HK Group）），是香港一間飲食集團，於1982年由已故的鍾錦先生和徒弟楊克鳴先生創立。旗下支店分別設於尖沙咀的購物區、香港島的商業文化區。其後集團於2009年重組，將旗下品牌「東海海鮮酒家」及「海都海鮮酒家」正名為「東海酒家」及「海都酒家」，更於2010年成立新品牌「365•東海蟹」並開設專門店，以吃蟹為主，及後更於2011年正式進駐新界東的將軍澳及新界西的青衣；於2012年12月以全新成立的高檔品牌「東海薈」開設分店，進一步將尖沙咀區的版圖擴大。
東海海鮮酒家（東海酒家）二十多年來曾多次於香港食品節中榮獲由香港旅遊協會主辦「中西美食大獎」之榮譽金獎及至尊榮譽白金獎項。屬下之海都海鮮酒家（海都酒家）曾先後接待多國元首級貴賓如中國前總理朱鎔基先生及日本首相小泉純一郎等，與及國際商界巨子，蜚聲國際，更於1994年被法國《國際先驅論譠報》評為全球第四最佳食肆。2002年又先後被美國《紐約時報》的Choice Tables版評選為「香港五間最著名食肆」及「最有地道中國風味的食肆」之一、《華爾街日報》評選為「美食美酒薈萃之香港—香港最佳食肆」。2003年獲法國參議院封為「美酒與美食金牌食府」，享譽國際。
2004年，該集團於中國廣州市舉行的「第五屆中國烹飪世界大賽」中勇奪三金一銀大獎，成績驕人。2005年在吉隆坡舉行的「2005烹爐大觀世界金廚大賽」與四十多個國家及地區的選手比賽，在「冷併組」、「熱菜組」及「點心組」分別奪得最高榮譽特金獎，又因總成績分數至高，而摘下團體特金獎桂冠。
集團創辦人鍾錦與得力首徒楊克鳴率領旗下三百多位名廚，以中國烹飪法為基礎，配以各國精選物料，屢創香港美食新潮流，出品之佳餚美點皆備獲好評。另外，海都海鮮酒家（海都酒家）更於2008/2009及2010/2011年獲得極具權威及影響力的美食評鑑指南The Miele Guide 入選為「亞洲最佳餐廳」之一。
東海酒家與海都酒家以經營新派中菜、南北點心、廣東燒臘、生猛海鮮、鮑參翅肚、時令蟹宴等品牌著稱。菜式以傳統創新，製作認真，風味多樣和富有時代特色；服務殷勤熱誠及專業；取價公道，重質重量，功夫十足；向為香港市民喜愛的食肆。招牌名菜包括：雞油花雕蒸花蟹（香港首屈一指名菜、招牌名菜）、乾撈海虎翅（招牌名菜）、七彩龍鬚魚（香港中西美食大獎榮譽金獎）、蟹粉小籠包（創意之作—全港首創）、蠔皇鮑魚（香港首屈一指名菜、招牌名菜）等。
2014年2月，鄧成波收購東海·海都酒家集團，集團再更名為東海飲食集團。市場及公關等品牌及後勤部門現由陞域（控股）有限公司 / Stan Group HK 所管理。

## 歷史
- 1983年，第一間東海海鮮酒家於九龍尖沙咀東部創辦。
- 1984年，「東海海鮮酒家」於香港灣仔開業，於2012年翻新後改名「東海酒家」。
- 1987年，「海都海鮮酒家」於香港灣仔開業，於2009年翻新。
- 1994年，「東海海鮮酒家」於九龍尖沙咀新世界中心開業。其後東海海鮮酒家於新界荃灣荃灣廣場開業。
- 1998年，「海都海鮮酒家」於香港灣仔中信大廈開業，於2011年翻新後改名「海都酒家」。
- 1999年，「東海海鮮酒家」於鰂魚涌開業，於2011年翻新後改名「東海酒家」。
- 2001年，「海都海鮮酒家」於香港淺水灣開業。
- 2002年，「東海海鮮酒家」於九龍美麗華中心開業。
- 2003年，「海都海鮮酒家」於九龍海港城開業同年大江南北菜於九龍尖沙咀開業。
- 2005年，「東海·海都酒家（中國集團）」成立
- 2010年，「東海酒家」於新界將軍澳、九龍尖沙咀The ONE及西九龍奧海城開業。
- 2010年，「海都酒家」於九龍尖沙咀東部尖沙咀中心開業。
- 2010年，「365.東海蟹」於九龍尖沙咀K11開業。
- 2011年，「海都酒家」於香港銅鑼灣皇冠假日酒店開業。
- 2011年，「東海酒家」於新界青衣城開業。

## 基本資料
- 分店分佈：香港、九龍及新界區
- 平均每間分店面積：1萬3千平方呎
- 香港區每月服務人次：逾200萬
- 已獲獎項：
  - 1994年 • 法國《國際先驅論譠報》評為全球第四最佳食肆
  - 2002年 • 美國《紐約時報》的Choice Tables版評選為「香港五間最著名食肆」及「最有地道中國風味的食肆」之一
  - 2002年 •《華爾街日報》評選為「美食美酒薈萃之香港—香港最佳食肆」
  - 2003年 • 獲法國參議院封為「美酒與美食金牌食府」
  - 2004年 • 中國廣州市舉行的「第五屆中國烹飪世界大賽」中勇奪三金一銀大獎
  - 2005年 • 吉隆坡「2005烹爐大觀世界金廚大賽」–「冷併組」、「熱菜組」及「點心組」分別奪得最高榮譽特金獎及團體特金獎桂冠
  - 2008年 • HongKong Talter – One of Hong Kong 50 Finest Restaurants
  - 2008/09年 • The Miele Guide 「亞洲最佳餐廳」之一
  - 2010/11年 • The Miele Guide 「亞洲最佳餐廳」之一
  - 2010年 • TVB週刊「最優質粵菜集團」
  - 2011年 • Focus Media「香港白領最喜愛品牌大獎（蟹之專門店）」

## 外部連結
- EastOcean.com.hk （页面存档备份，存于）